# ヨウ化タングステン(III)
ヨウ化タングステン(III)（Tungsten(III) iodide）は、化学式WI3のタングステンとヨウ素からなる化合物である。

## 合成
ヨウ化タングステン(III)は、ヘキサカルボニルタングステンをヨウ素で還元することで合成できる。
{\displaystyle \mathrm {2\ W(CO)_{6}+3\ I_{2}\longrightarrow 2\ WI_{3}+12\ CO} }

## 性質
ヨウ化タングステン(III)は、黒色固体で、室温でヨウ素を放出し、ヨウ化モリブデン(III)よりも不安定である。アセトン及びニトロベンゼンに可溶で、クロロホルムに若干溶ける。